# Фредерик Лејтон
Фредерик Лејтон, Први Барон Лејтон (енгл. Frederic Leighton, 1st Baron Leighton), ПКА, (3. децембар 1830 — Лондон, 25. јануар 1896) био је енглески сликар и вајар. Његова дела су историјске, библијске и класичне тематике.

## Биографија
Лејтон је рођен у Скарбороу у породици која се бавила увозом-извозом. Школовао се у Универзитетској Колешкој школи у Лондону. Затим је стекао правно образовање у континенталној Европи, прво код Едварда фон Штајнлеа, а потом код Ђованија Косте. Када је био у Фиренци, у узрасту од 24 године, када је учио на Академији лепих уметности, насликао је поворку Чимабуеве Богородице кроз Борџо Алегри. Живео је у Паризу од 1855. до 1859, када је упознао Енгра, Делакроу, Короа и Милеа.
1860. се преселио у Лондон, где се повезао са Предрафаелистима. Дизајнирао је гроб Елизабет Барет Браунинг за Роберта Браунинга у Енглеском гробљу у Фиренци 1861. 1864. године постао је придружени члан Краљевске академије, а 1878. постао је њен председник (1878.–96). Његова скулптура „Атлета како се бори са питоном“ (1877) се сматрала зачетком ренесансе савременог британског вајарства]. Његове слике су представљале Британију на Великој изложби у Паризу 1900.
Дато му је витештво у Виндзору 1878, а осам година касније је био проглашен за барона. То је био први сликар коме је додељено племство, на Новогодишњој Почасној листи 1896.; Лејтон је умро следећег дана од ангине пекторис.
Након смрти, његово баронство је нестало за само један дан. Његова кућа у Холанд Парку, Лондонски музеј, зове се Лејтонова музеј-кућа. У њему има његових цртежа и слика, као и неких скулптура (међу којима и и „Атлета како се бори са питоном“).

### Хронолошки преглед
- 1864 - Придружен члан Краљевске академије
- 1868 - Академик на Краљевској академији
- 1878 - Председник Краљевске академије
- 1878 - Чиновник у легији
- 1886 - Проглашен за Барона
- 1889 - Добија Римску награду за вајарство
- 1889 - Придружен члан Француског института
- 1896 - Проглашен за британског племића

## Галерија
- „Заробљена Андромаха“
- „Последња стража Херона“
- „Чимабуева Богородица у поворци на фиренским улицама“
- „Усамљеност“